# 臭化クロム(II)
臭化クロム(II)(Chromium(II) bromide)は、化学式CrBr2の無機化合物である。多くの二ハロゲン化金属と同様に、ヨウ化カドミウム型分子構造、つまり八面体形のCr(II)中心が架橋臭化物配位子で接続したシート構造をとる。白色の固体で、水に溶解して、空気で容易に酸化する青色の溶液となる。

## 合成と反応
臭化クロム(III)を、350-400℃で6-10時間、水素ガスにより還元し、臭化水素を再生することで合成される。
2 CrBr3  +  H2  →   2 CrBr2  +  2 HBr
粉末クロムを濃臭化水素酸で処理することで、青色の臭化クロム(II)水和物を与え、これを関連のアセトニトリル錯体に変換することができる。
Cr +  n H2O  +  2 HBr  →   CrBr2(H2O)n  +  H2